# Zygina mahmoodi
Zygina mahmoodi är en insektsart som beskrevs av M. Firoz Ahmed 1970. Zygina mahmoodi ingår i släktet Zygina och familjen dvärgstritar.
Artens utbredningsområde är Pakistan. Inga underarter finns listade i Catalogue of Life.